# Ermida de Nossa Senhora da Natividade
A Ermida de Nossa Senhora da Natividade é uma ermida portuguesa localizada na freguesia da Sé e faz parte da Diocese de Angra do Heroísmo.
Esta ermida encontra-se localizada na Rua Duque de Palmela junto do Seminário Episcopal de Angra, onde antigamente existia o solar de Pedro Anes do Canto.
As primeiras referências à ermida surgem numa escritura de partilhas feita no dia 22 de Maio de 1907, entre o Dr. António da Fonseca Carvão e sua irmã D. Maria Guiomar da Fonseca Bruges, casada com Jácome de Bruges.
Com o passar dos séculos esta ermida teve a sua localização alterada pelos menos uma vez, visto que se encontrava situada no lado oposto àquele onde hoje se encontra, do lado esquerdo da Rua da Miragaia, junto ao Seminário Episcopal de Angra como mostra a carta da Cidade de Angra do Heroísmo desenhada por Linschoten. Além disso tinha a fachada principal voltada para a Rua da Miragaia, e ao poente.
Não se sabe a data em que terá sido feita a transferência da ermida para o lugar onde actualmente se encontra.
Segundo o Dr. Alfredo da Silva Sampaio foi Francisco da Silva do Canto quem mandou fundar esta ermida, embora para alguns historiadores isso parece pouco provável, visto que o pai deste, Pedro Anes do Canto mandado construir a Ermida de Nossa Senhora do Loreto na freguesia dos Biscoitos.
Nada se sabe sobre a data da fundação desta ermida. No entanto como Pedro Anes do Canto veio para a ilha Terceira nos princípios do Século XVI, e tendo falecido pelo ano de 1556, é possível presumir que a ermida tenha sido construída por volta de 1530 ou 1540, e isto tendo por ponto de partida que aquela personagem tenha sido o seu fundador.
Diz Gaspar Frutuoso que nesta capela se lucravam muitas indulgências plenárias por uma Bula Apostólica obtida da Santa Sé, e que por esta mesma Bula ficou a ermida imediatamente sujeita ao Vaticano.
Quando as casas referenciadas passaram à posso do seminário passou a ser frequentada pelos alunos do seminário de forma definitiva em 1922.
Apesar de ser utilizada principalmente pelo seminário continuou a servir as pessoas da cidade, até que foi encerrada em 1956 pelo Bispo de Angra D. Manuel Afonso de Carvalho.
Sofreu grandes alterações com as obras efectuadas no seminário e só depois voltou a servir a sua finalidade religiosa.